# Aphis sensoriataeuphorbii
Aphis sensoriataeuphorbii är en insektsart. Aphis sensoriataeuphorbii ingår i släktet Aphis och familjen långrörsbladlöss. Inga underarter finns listade i Catalogue of Life.